# Club Esportiu Lleida Llista Blava
El Club Esportiu Lleida Llista Blava es un club de hockey sobre patines y de patinaje artístico de la ciudad de Lérida. Fue fundado en 1951 y actualmente milita en la OK Liga disputando sus partidos como local en el Pavelló Onze de Setembre, con una capacidad de 2.200 espectadores.

## Historia
El club fue fundado el día 5 de abril de 1951 con el nombre de Lérida Lista Azul por un grupo de amigos (muchos de ellos destacados comerciantes de la ciudad) que habían practicado diversos deportes mientras cursaban sus estudios de bachillerato.
El equipo debuta por primera vez en División de Honor en 1956 acabando la temporada como cuarto clasificado, manteniendo ese nivel hasta su descenso en 1960.
En 1993 el club catalaniza su nombre por el actual de Lleida Llista Blava. En 2000 regresa a la División de Honor y en 2003 participa por primera vez en competiciones europeas consiguiendo el subcampeonato de la Copa de la CERS tras ser derrotado por el Reus Deportiu.
En la temporada 2004–05 vuelve a participar en la Copa de la CERS, alcanzando los octavos de final y ser eliminado por el Hockey Breganze. A nivel nacional la temporada fue un fracaso, tanto a nivel deportivo como económico y el club desciende de categoría al final de temporada. Tras un año en Primera División su tercera posición final le permite el ascenso a la OK Liga.
Cuatro años más tarde, en 2010, el equipo desciende de nuevo y tras dos años en la categoría de plata, consigue de nuevo el ascenso y se consolida en la OK Liga.
En 2013 participa por tercera vez en la Copa de la CERS, siendo derrotado también en octavos de final por el Hockey Club Forte dei Marmi de forma muy ajustada.
En su cuarto asalto, por fin el 29 de abril de 2018 el club consigue su primer título europeo tras vencer al OC Barcelos portugués en la final de la Copa de la CERS 2017-18.
En la temporada siguiente revalida el título de la Copa World Skate Europe (antigua Copa de la CERS), tras vencer el 28 de abril de 2019 al equipo italiano del Hockey Sarzana.
En junio de 2021 consigue de nuevo y otra vez ante el Hockey Sarzana su tercer título de la Copa World Skate Europe.
En marzo de 2025 disputa su primera final de Copa del Rey, perdiéndola ante el Reus Deportiu.

## Palmarés
- 3 Copa de la CERS: 2017-18, 2018-19, 2020-21